# Esperanza Casteleiro
Esperanza Casteleiro Llamazares, née le 18 décembre 1956 à Madrid, est une fonctionnaire et agente des renseignements espagnols.
Elle est directrice du Centre national de renseignement (CNI) depuis le 11 mai 2022, après avoir été secrétaire d'État à la Défense à partir du 1er juillet 2020.

## Biographie

### Origines et vie privée
Née à Madrid le 18 décembre 1956, Esperanza Casteleiro est la fille du colonel de l'Armée de l'air Antonio Casteleiro. Elle est mariée et mère de trois enfants.

### Carrière dans les renseignements
Esperanza Casteleiro suit des études de philosophie et de sciences de l'éducation à l'université complutense de Madrid. En 1983, elle intègre le Centre supérieur d'information de la Défense (CESID), service des renseignements espagnols, où elle occupe différents postes dans les services centraux. Elle devient ainsi cheffe de la division du contrespionnage en 1996, avant d'être placée en détachement à l'étranger entre 1997 et 2002. Lorsque le CESID devient le Centre national du renseignement (CNI) en 2002, Casteleiro est désignée cheffe du service des ressources humaines.
Elle est ensuite nommée secrétaire générale du CNI sur proposition du ministre de la Défense José Bono le 28 septembre 2004 ; le centre étant alors dirigé par Alberto Saiz. Elle fait alors montre de discrétion et ne réalise pas de sortie médiatique. Elle quitte ses fonctions le 21 juin 2008 et est remplacée par Elena Sánchez Blanco. Casteleiro occupe alors de nouvelles fonctions à l'étranger, notamment à Cuba et au Portugal.
Experte en contreterrorisme, elle devient cheffe de l'unité des renseignements du CNI au sein du Centre de renseignements contre le terrorisme et le crime organisé (CITCO) à partir de sa création en 2014.

### Au ministère de la Défense
Après l'arrivée de Margarita Robles au ministère de la Défense en juin 2018 à la suite de la motion de censure ayant porté les socialistes de Pedro Sánchez au pouvoir, celle-ci choisit Casteleiro comme sa directrice de cabinet,.
Avec la directrice intérimaire Paz Esteban, l'ancienne secrétaire d'État à la Sécurité Ana Botella et le général Miguel Ángel Ballesteros, son nom est évoqué en janvier 2020 pour prendre la direction du CNI après la fin du mandat de Félix Sanz Roldán. C'est cependant Paz Esteban qui est finalement nommée,.
Le secrétaire d'État à la Défense Ángel Olivares qui avait aussi été nommé à ce poste en juin 2018 et maintenu en fonctions pendant deux ans d'un commun accord avec Margarita Robles remet sa démission en juin 2020. La ministre de la Défense profite alors de cette situation pour renouveler les plus hauts responsables civils du ministère et nomme Casteleiro secrétaire d'État à la Défense ainsi qu'Amparo Valcarce au poste de sous-secrétaire du ministère,. Ainsi, pour la première fois de l'histoire, les plus importants postes civils du ministère sont intégralement occupés par des femmes.